# Guerras sirias
Las guerras sirias fueron una serie de seis conflictos armados entre los imperios seléucida y ptolemaico durante los siglos III y II a. C. sobre la región de Celesiria (cuyo significado es «Siria hundida»), una de las pocas salidas naturales de Egipto. Estos conflictos mermaron la fuerza de ambas partes y condujeron a su eventual destrucción a manos de Roma y Partia.

## Primera guerra siria (274-271a.C.)

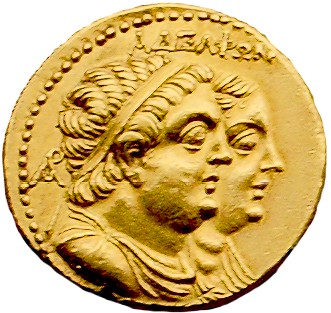
Moneda con las efigies de Ptolomeo II y Arsínoe II.

A la década de su reinado, y aprovechando una sublevación en Seleucia Pieria, Ptolomeo II se enfrentó al rey seléucida Antíoco I Sóter, que estaba tratando de ampliar su imperio a base de conquistas en Siria y Asia Menor. Ptolomeo demostró ser un gobernante enérgico y un cualificado general. Además, su reciente matrimonio con su hermana Arsínoe había estabilizado la inestable corte egipcia (probablemente porque eliminó a los posibles miembros de la familia lágida que podían haber reclamado el trono), lo que permitió a Ptolomeo llevar a cabo con éxito la campaña. Algunas interpretaciones de la historia llegan incluso a afirmar que fue el cerebro y el talento de Arsínoe lo que ganó la guerra.
La Primera Guerra Siria fue una gran victoria para los Ptolomeos. En los choques iniciales, Antíoco derrotó a los gálatas y, aliado con Ariobarzanes del Ponto (que venció a las tropas ptolemaicas con ayuda de los volubles gálatas), ocupó los territorios egipcios en la Siria costera y el sur de Anatolia. Ptolomeo reconquistó estos territorios en el año 271 a. C., y además extendió los dominios egipcios a Caria y la mayor parte de Cilicia. Con el ojo de Ptolomeo enfocado hacia el este, su medio hermano Magas declaró independiente la provincia de Cirenaica, que lo seguiría siendo hasta 250 a. C., cuando fue reabsorbido en el Imperio egipcio. Este conflicto, o al menos su primera fase, es también conocido como la Guerra de Caria.

## Segunda Guerra Siria (260-253a.C.)
Antíoco II Teos sucedió a su padre en 261 a. C., y por lo tanto, estalló una nueva guerra por la posesión de Celesiria. Antíoco llegó a un acuerdo con el actual rey antigónida en Macedonia, Antígono Gónatas, que también se había interesado por expulsar a Ptolomeo II fuera del Egeo. Con el apoyo de Macedonia, Antíoco II lanzó un ataque contra los enclaves egipcios en Asia.
La mayor parte de la información sobre la Segunda Guerra Siria se ha perdido. Es evidente que Antígono derrotó a la flota de Ptolomeo en la batalla de Cos en el 256 a. C., haciendo disminuir el poderío naval egipcio. Parece que Ptolomeo había perdido terreno en Cilicia, Panfilia y Jonia, mientras que Antíoco recuperó Mileto y Éfeso. La participación macedonia en la guerra cesó cuando Antígono tuvo que hacer frente a la rebelión de Corinto y Calcis en 253 a. C., posiblemente instigada por Ptolomeo, así como un aumento de la actividad enemiga a lo largo de la frontera norte de Macedonia.
La guerra concluyó en torno a 253 a. C., con el matrimonio de Antíoco con la hija de Ptolomeo, Berenice Sira. Antíoco repudió a su anterior esposa, Laódice, y entregó una sustancial porción de sus dominios como dote. Murió en Éfeso en 246 a. C., envenenado por Laódice según algunas fuentes. Ptolomeo II murió en el mismo año.

## Tercera guerra siria (246 a.C.-241 a.C.)
También conocida como la guerra de Laódice, la tercera guerra siria comenzó con una de las muchas crisis de sucesión que plagaron los Estados helenísticos. Antíoco II dejó dos madres con grandes ambiciones, ya que tras su muerte se abrió una competición entre su repudiada esposa Laódice y Berenice Sira, la hija de Ptolomeo II, por poner a sus respectivos hijos en el trono. Laódice alegaba que Antíoco había nombrado heredero a su hijo en su lecho de muerte, mientras que Berenice sostenía que su hijo recién nacido era el heredero legítimo. Berenice pidió ayuda a su hermano Ptolomeo III, el nuevo rey ptolemaico, para que marchase a Antioquía y colocase a su hijo en el trono. Cuando Ptolomeo llegó, Berenice y su hijo habían sido asesinados por partidarios de Laódice.
Ptolomeo entonces declaró la guerra al recién coronado hijo de Laódice, Seleuco II, y se movilizó con gran éxito. Ganó importantes victorias sobre Seleuco en Siria y Anatolia, ocupó brevemente Antioquía y, según un reciente descubrimiento de muestras cuneiformes, llegó incluso a Babilonia. Estas victorias se empañaron por la pérdida de las Cícladas a manos de Antígono Gónatas tras la batalla de Andros. Para entonces, Seleuco tenía sus propias dificultades. Su dominante madre le pidió que concediese la corregencia a su hermano menor, Antíoco Hierax, así como el dominio de los territorios seléucidas en Anatolia. Antíoco rápidamente declaró su independencia, socavando los esfuerzos de Seleuco por defenderse de Ptolomeo.
A cambio de una paz en 241 a. C., a Ptolomeo le fueron otorgados nuevos territorios en la costa norte de Siria, incluida Seleucia Pieria, en el puerto de Antioquía. El Egipto ptolemaico alcanzaba el apogeo de su poder.

## Cuarta guerra siria (219-217a.C.)

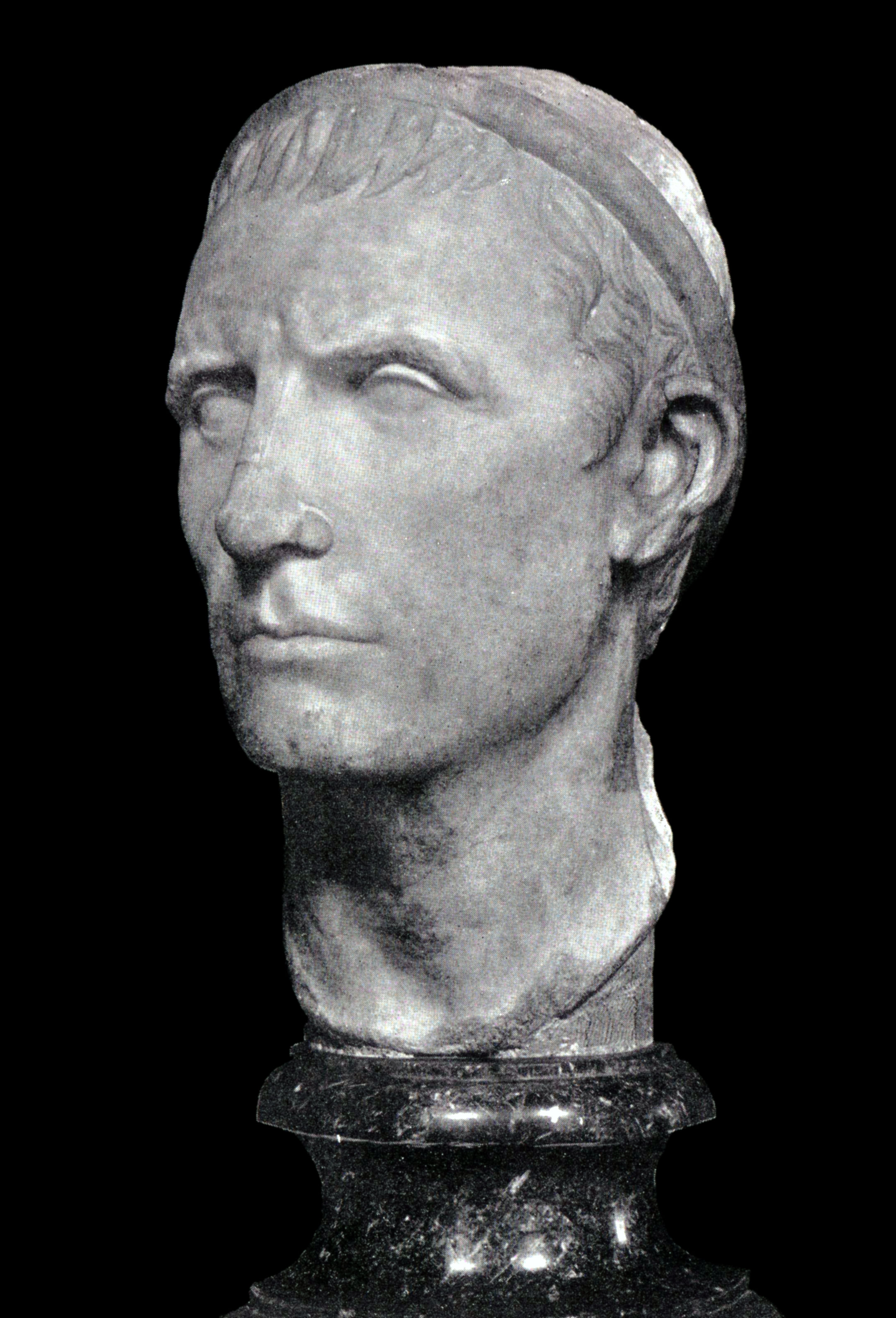
Busto de Antíoco III (Museo del Louvre).

Al tomar el trono seléucida en 223 a. C., Antíoco III (241-187 a. C.), se encomendó a sí mismo la tarea de restaurar las pérdidas de las posesiones imperiales de Seleuco I Nicátor, que se extendían desde el Reino grecobactriano e India en el este, el Helesponto en el norte, y Siria en el sur. En 221 a. C. había vuelto a establecer el control seléucida sobre las provincias orientales y tomado de nuevo Asia Menor a su tío rebelde Aqueo. El ambicioso rey dirigió entonces su mirada hacia Siria y Egipto.
Egipto se había debilitado considerablemente debido a las intrigas palaciegas y el malestar público. El imperio del recién coronado Ptolomeo IV (su reinado duró desde 221 a 204 a. C.) comenzó con el asesinato de la reina madre, Berenice II. El joven rey rápidamente cayó bajo la absoluta influencia de cortesanos imperiales. Sus ministros utilizaron su poder absoluto en su propio interés, lo que disgustó a su pueblo.
Antíoco trató de sacar provecho de esa caótica situación. Después de una fracasada invasión en 221 a. C., finalmente comenzó la cuarta guerra siria en 219. Se reconquistó Seleucia Pieria, así como las ciudades de Siria, entre ellas Tiro. En lugar de invadir Egipto con celeridad, Antíoco esperó en Palestina durante más de un año, consolidó sus nuevos territorios y escuchó las propuestas diplomáticas del Imperio egipcio.
Mientras tanto, el ministro de Ptolomeo, Sosibio, comenzó el reclutamiento y la formación de un ejército. El criterio de contratación no solo reclutaba griegos de la población local, como solían hacer los ejércitos helenísticos en general, sino que también alistó nativos egipcios, llegando a enrolar hasta treinta mil nativos en sus tropas como falangitas (los conocidos como machimoi-epilektoi). Esta novedosa selección dio sus frutos, pero finalmente tuvo consecuencias para la estabilidad ptolemaica. En el verano de 217 a. C., Ptolomeo derrotó al largamente demorado Antíoco en la batalla de Rafia, la mayor batalla desde la batalla de Ipsos.
La victoria de Ptolomeo le hizo conservar su control sobre Celesiria, pero el débil rey se negó a seguir avanzando sobre el imperio de Antíoco, incluso a volver a tomar Seleucia Pieria. El Imperio egipcio continuará debilitándose durante los siguientes años, en los que sufrió problemas económicos y rebeliones. Los sentimientos nacionalistas se habían desarrollado entre los nativos egipcios que habían luchado en Rafia. Confiados y bien formados, rompieron con Ptolomeo en lo que se conoce como la revuelta de Anjunnefer, en la cual establecieron su propio reino en el Alto Egipto y que los Ptolomeos reconquistaron finalmente alrededor de 185 a. C.

## Quinta guerra siria (202 a.C.-195a.C.)

Pérdidas territoriales egipcias a manos de los seleúcidas.

La muerte de Ptolomeo IV en 204 a. C. fue seguida por un sangriento conflicto en torno a la regencia como su heredero de la que emergió Ptolomeo V, que era solo un niño. El conflicto se inició con el asesinato de la esposa y hermana del rey muerto, Arsínoe, por los ministros Agatocles y Sosibio. El destino de Sosibio estaba claro, pero parece Agatocles llevó a cabo la regencia durante algún tiempo hasta que fue linchado por una volátil turba alejandrina. La regencia pasó de un asesor a otro, y el reino se encontraba en un estado cercano a la anarquía.
Tratando de aprovechar las ventajas de esta agitación, Antíoco III preparó una segunda invasión de Celesiria. Llegó a un acuerdo con Filipo V de Macedonia para conquistar y compartir los territorios de los Ptolomeos de ultramar, a pesar de lo cual, aquella codiciosa alianza no duraría mucho. Antíoco rápidamente arrasó la región a su paso. Después de un breve retroceso en Gaza, dio un aplastante golpe a los Ptolomeos cerca de la cabeza del río Jordán que le valió el importante puerto de Sidón.
En 200 a. C., emisarios romanos llegaron a Filipo y Antíoco exigiendo que se abstuviesen de invadir Egipto. Los romanos así no sufrirían alteración alguna en la importación de granos de Egipto, clave para la manuntención de la masa de la población de Italia. Como los monarcas no habían planeado invadir Egipto en sí, cumplieron voluntariamente las demandas de Roma. En 198 a. C., y gracias a su victoria en Panio, Antíoco completó la subyugación de Celesiria y lanzó una incursión sobre el resto de fortalezas de Ptolomeo en la costa de Caria y Cilicia.
Problemas internos llevaron a Ptolomeo buscar una rápida y desfavorable paz. El movimiento nacionalista, que había comenzado antes de la guerra con la revuelta de Anjunnefer y se había ampliado con el apoyo de los sacerdotes egipcios, creó agitación y sedición en todo el reino. Los problemas económicos llevaron al gobierno ptolemaico a aumentar los impuestos, lo que a su vez alimentó aún más el fuego nacionalista. Con el fin de centrarse en el frente interno, Ptolomeo firmó un tratado de conciliación con Antíoco en 195 a. C., dejando al rey seléucida la posesión de Celesiria y acordando la boda de Ptolomeo con la hija de Antíoco, Cleopatra.

## Sexta guerra siria (170-168a.C.)

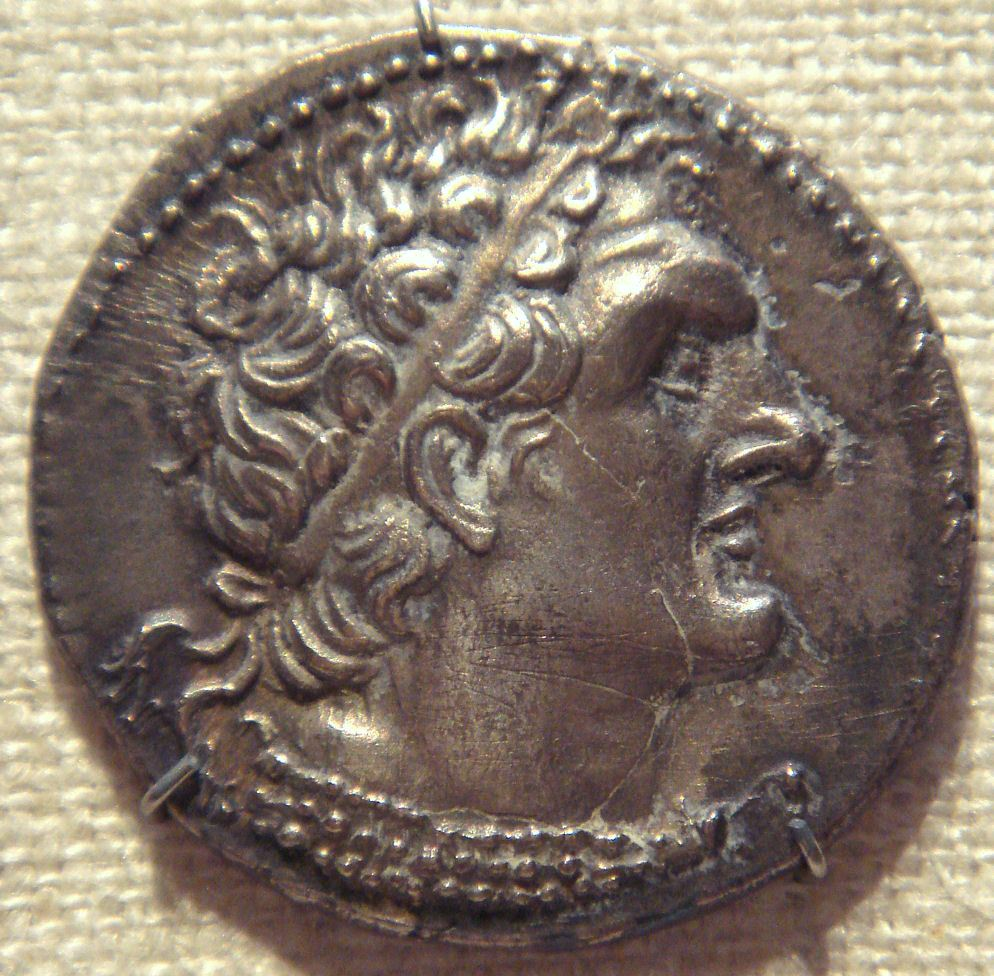
Ptolomeo VI Filometor.

Las causas de este último conflicto son oscuras. En 170 a. C., Eulao y Leneo, los dos regentes del joven rey ptolemaico Ptolomeo VI, declararon la guerra al rey seléucida Antíoco IV Epífanes. En ese mismo año, los hermanos menores de Ptolomeo, Ptolomeo VIII y Cleopatra II, fueron declarados co-gobernantes con el fin de reforzar la unidad de Egipto. Las operaciones militares no se iniciaron hasta 169 a. C., cuando Antíoco ganó rápidamente la iniciativa aprovechando la importante ciudad estratégica de Pelusio, en territorio tradicionalmente egipcio.
Cuando los egipcios se dieron cuenta de su locura al iniciar la guerra, Eulao y Leneo fueron derrocados y sustituidos por dos nuevos regentes, Comano y Cineas, y fueron enviados emisarios a negociar un tratado de paz con Antíoco. Antíoco tomó a Ptolomeo VI (que era su sobrino) bajo su tutela, dándole un control efectivo de Egipto. Sin embargo, esto fue inaceptable para el pueblo de Alejandría, que respondió proclamando a Ptolomeo VIII como único rey. En respuesta a este atrevimiento, Antíoco asedió Alejandría, pero fue incapaz de cortar las comunicaciones de la ciudad y también necesitaba hacer frente a una revuelta en Judea a finales de 169, por lo que retiró su ejército.
En ausencia de Antíoco, Ptolomeo VI y su hermano se reconciliaron. Antíoco, encolerizado por la pérdida del control sobre el rey, invadió de nuevo el país. Los egipcios pidieron ayuda a Roma y el Senado despachó Cayo Popilio Lenas a Alejandría. Mientras tanto, Antíoco se había aferrado a Chipre y Menfis, e inició de nuevo la marcha a Alejandría. En Eleusis, en las afueras de la capital, se reunió Antíoco con Popilio Lenas, de quien había sido amigo durante su estancia en Roma. Pero en lugar de una cálida bienvenida, Popilio dio al rey un ultimátum de parte del Senado: debía evacuar Egipto y Chipre de inmediato. 
Antíoco suplicó al romano tiempo para estudiar la orden de repliegue, pero Popilio cogió una caña de azúcar, empezó a trazar un círculo alrededor del seléucida en la arena y le ordenó no salir de él hasta que se decidiese. Antíoco optó por obedecer el ultimátum romano. El «día de Eleusis» puso fin a la Sexta Guerra Siria y a las esperanzas de Antíoco de conquistar territorio egipcio.